# Piotr Oziębło
Piotr Ksawery Oziębło (ur. 5 czerwca 1945 w Sulejówku) – polski polityk, poseł na Sejm PRL VIII kadencji.

## Życiorys
W 1970 wstąpił do Polskiej Zjednoczonej Partii Robotniczej. Należał także do Towarzystwa Przyjaźni Polsko-Radzieckiej. W 1971 uzyskał tytuł zawodowy magistra filologii rosyjskiej na Uniwersytecie Warszawskim. W 1977 został wiceprzewodniczącym komitetu głównego Olimpiady Języka Rosyjskiego. W latach 1982–1985 pełnił mandat posła na Sejm PRL VIII kadencji w okręgu Warszawa Śródmieście. Zasiadał w Komisji Kultury i Sztuki, Komisji Oświaty i Wychowania, Komisji Nadzwyczajnej do rozpatrzenia projektu ustawy o Radach Narodowych i Samorządzie Terytorialnym, Komisji Oświaty, Wychowania, Nauki i Postępu Technicznego oraz w Komisji Kultury.
Otrzymał Brązowy Krzyż Zasługi (1979) i Odznakę im. Janka Krasickiego (1978).